# Grießbach (Lech)
Der Grießbach ist ein rechter Nebenfluss zum Lech in Tirol.
Er entspringt im Großen Seebleskar nördlich des Großstein und der Torspitze und fließt nach Norden über die Grießbachalpe ab, wo er bis zum Lech noch zahlreiche Zubringer aufnimmt. Der durch seine verheerenden Hochwässer gefürchtete Grießbach bildete bei seiner Mündung in Grießau einen großen Schwemmkegel aus und drängte den Lech gänzlich auf die gegenüberliegende Talseite. In seinem naturbelassenen Tal, dessen Zugang im Unterlauf durch eine enge, nicht erschlossene Schlucht erschwert wird, befindet sich ein mittelalterliches Bergwerk, in dem vermutlich Eisen oder Gold geschürft wurde und das seit 2011 teilweise als Schaubergwerk öffentlich zugänglich ist.